# Октавиан Август в культуре и искусстве

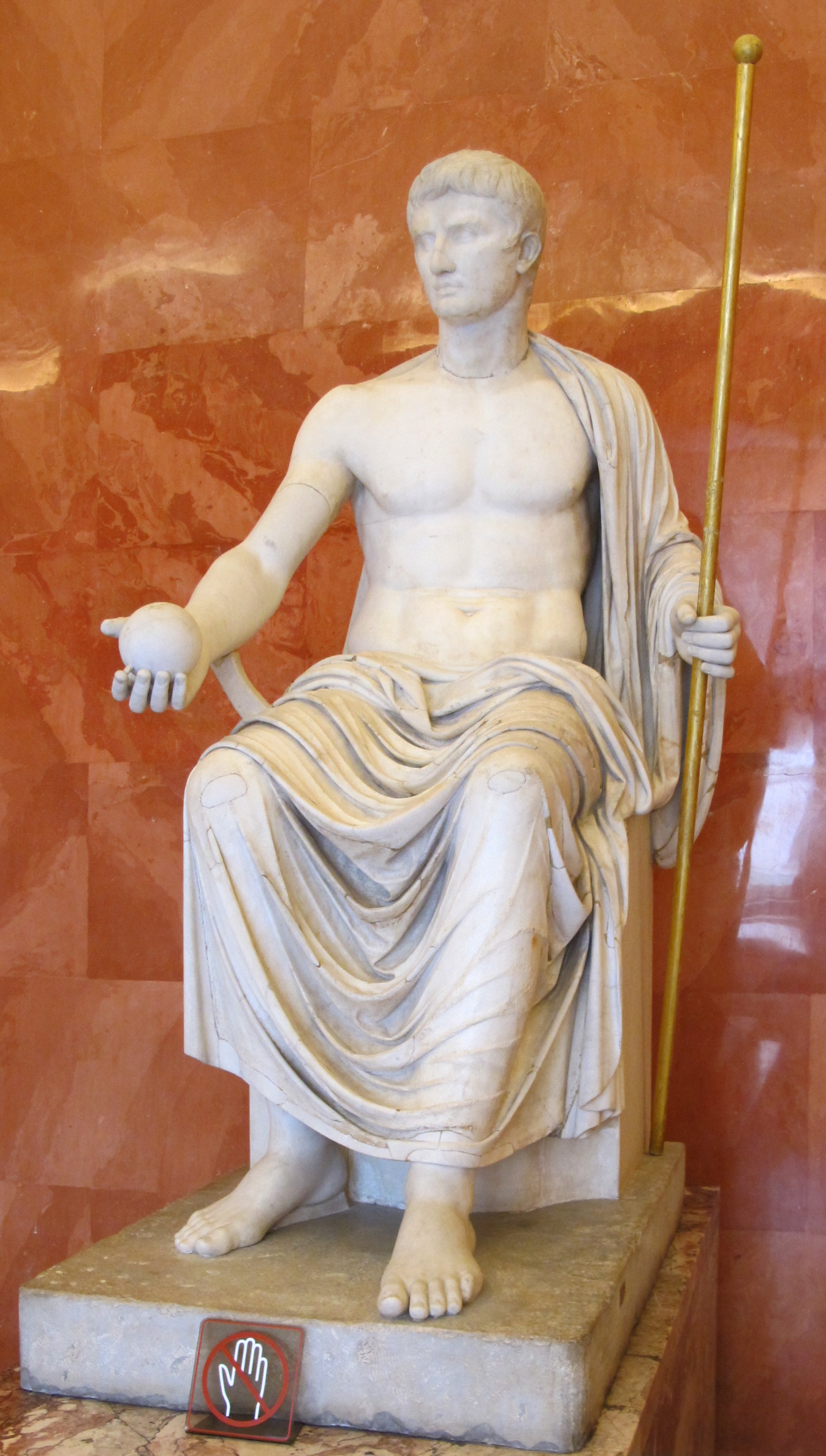
Статуя Октавиана Августа в образе верховного бога Юпитера. Первая половина I века н. э.

Первый римский император Октавиан Август, благодаря своей известности, часто становился героем литературных произведений и произведений изобразительного искусства.

## Образ Октавиана в истории

### Октавиан Август в культуре и искусстве своего времени
Одним из способов закрепления власти Октавиана стало установление культа императора, внешними проявлениями которого стали многочисленные скульптуры, портреты на монетах и упоминания в литературе в позитивном контексте. При этом император требовал, чтобы даже в старости его изображали молодым, что вступало в противоречие с традициями максимально реалистичных римских портретов. В результате, не существует ни единого изображения Августа в старости.
Распространению культа императора способствовали его статуи, в изобилии появившиеся в Риме — на форуме, перед храмом Марса-Мстителя, перед Пантеоном (Агриппа хотел установить статую императора внутри храма, среди изображений богов, но Октавиан отказался), а также в 265 малых часовнях на улицах и перекрёстках города и других местах. Император ввёл в обычай частое, хотя и не постоянное, размещение своего профиля на аверсе монет, на реверсе же он часто помещал сцены из собственной жизни, почести в свою честь и портреты родственников. По замечанию Вернера Эка, Октавиан «доминировал в общественном пространстве».

### Античные авторы об Октавиане
Биография Октавиана и его время довольно хорошо известны благодаря сочинениям ряда античных авторов. Сочинения современников первого императора и его подробная, но неполная, автобиография не сохранились. Веллей Патеркул следует официальной точке зрения на принципат Августа. Его сочинение сравнительно небольшое, а автор нередко использовал «Деяния божественного Августа» и официальные документы. Сенека Младший считает Октавиана «добрым принцепсом», хотя и приравнивает звание принцепса к царскому. Тацит не освещает правление Октавиана (его «Анналы» начинаются со смерти первого императора), но неоднократно упоминает его. Он воздерживается от однозначной оценки, передавая мнения сторонников и противников Августа, но считает все его титулы и должности формальностью для прикрытия единоличной власти, основанной на военной силе. Единственным положительным примером императора для римского историка стал Веспасиан. Автор биографии императора Светоний избегал самостоятельных выводов, предоставляя читателю возможность сформировать собственное мнение обо всех правителях. Тем не менее, М. фон Альбрехт полагает, что характер подбора фактов Светонием свидетельствует о высокой оценке Октавиана римским историком.

### Образ Октавиана в Средние века

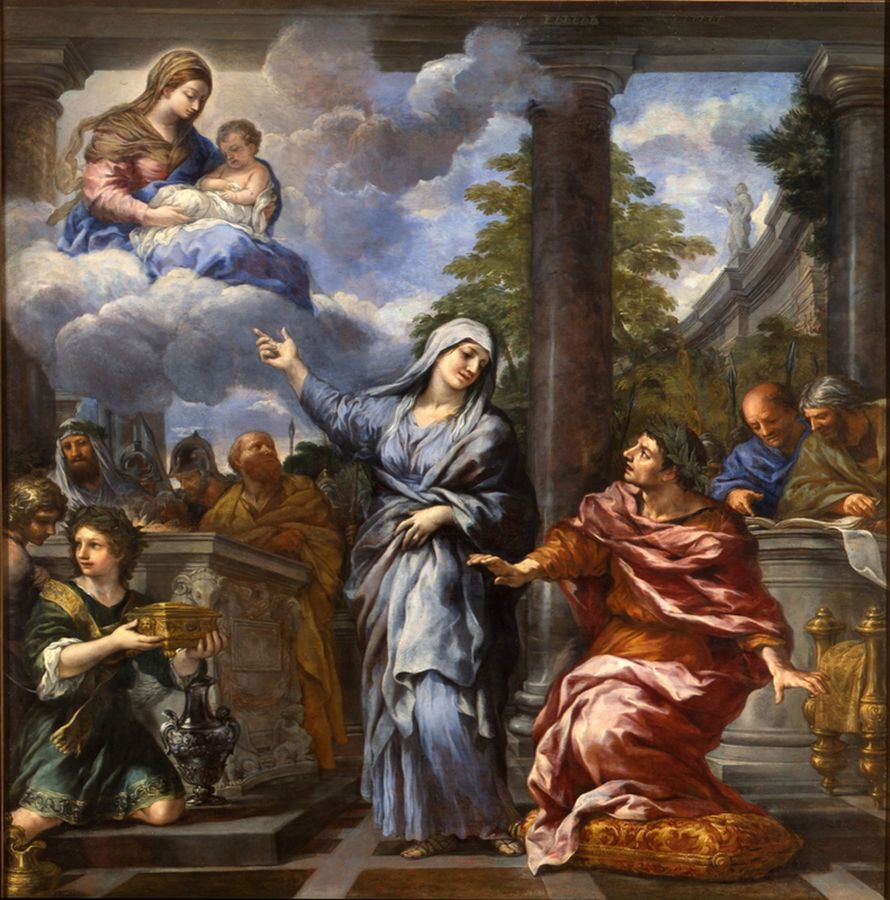
Пьетро да Кортона. Тибуртинская сивилла возвещает Августу о рождении Христа. 1660

В позднеантичную эпоху и в Средние века интерес к Октавиану поддерживался не только его политической деятельностью, но и рождением в его правление Иисуса Христа. В частности, была широко известна легенда о пророчестве Тибуртинской Сивиллы, якобы показавшей Октавиану на небесах Деву Марию с младенцем, после чего изумлённый император поклонился ей. При этом существовали различные варианты легенды: либо этот эпизод произошёл при попытке Августа объявить себя богом, либо образ явился ему во сне. Называлось даже точное место действия — земля на Капитолии, где впоследствии была построена церковь Санта-Мария-ин-Арачели. Вокруг хорошо известного правителя появлялись и другие легенды: например, в «Сказании о князьях Владимирских» начала XVI века была популяризирована вымышленная генеалогия, возводившая происхождение Рюрика к Прусу, мифическому брату Октавиана. Иван Грозный знал эту легенду и неоднократно ссылался на родство с Октавианом в переписке и в дипломатических переговорах.

### Образ Октавиана в Новое и Новейшее время
Во Франции в XVII—XVIII веках отношение к Октавиану было двойственным: многие историки и публицисты, особенно сторонники монархии, прославляли его, но существовали и осуждающие мнения (Корнель, Вольтер, Монтескьё и другие). Примыкая к точке зрения последних, известный историк Эдуард Гиббон считал Октавиана лицемером. Одно из выдержанных в этом же духе сочинений — многотомную «Римскую историю» Шарля Роллена и Жана-Батиста-Луи Кревье — перевёл на русский язык Василий Тредиаковский. Этот перевод оказал большое влияние на формирование представлений об античности в Российской империи. В дальнейшем ориентация на оценку известного правителя через призму событий своего времени сохраняется. В XIX веке публицисты — сторонники Наполеона Бонапарта во Франции видели в Августе предшественника своего кумира. Большинство историков и публицистов этого периода рассматривало само установление Империи как несомненно положительное явление, хотя в оценках первого императора они не были едины.
В Великобритании в середине XIX—XX века были популярны параллели между Британской империей и Римской, между Лондоном и Римом, что обусловило большой интерес к античности. Обычно поддерживалась находившая отклики в современности деятельность Октавиана по укреплению роли коренного римского населения в противовес провинциалам, по перестройке столицы и по масштабной колонизации провинций. Ещё в начале XIX века деятельность Августа сдержанно оценивал Томас Арнольд. Ричард Конгрив попытался пересмотреть распространённый взгляд на правление Августа как на начало конца Римского государства и сдержанные оценки первых императоров, включая и Октавиана. Чарльз Меривейл сначала был невысокого мнения об Октавиане, хотя и признавал несомненные заслуги установленного им государственного устройства, но впоследствии сменил тон на благожелательный. Это изменение взглядов произошло почти синхронно со сменой приоритетов в обществе (первоначально только у сторонников Либеральной партии), из-за которого увлечение историей поздней Римской Республики сменилось высокой оценкой ранней Римской империи и, прежде всего, принципата Августа.

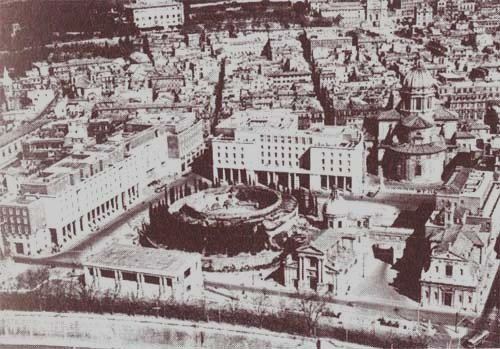
Общий вид площади императора Августа в Риме в 1937 году.

Параллели с современностью проводились и в других странах, прежде всего, в Италии в 1920-е — 30-е годы. Бенито Муссолини, часто обращавшийся к истории Римской империи в публичных выступлениях, нередко упоминал и Октавиана. В начале своего правления он часто обращался к образу Гая Юлия Цезаря — например, марш на Рим в 1922 году сравнивался с переходом через Рубикон в 49 году до н. э. В дальнейшем Муссолини всё чаще действовал по образу и подобию Октавиана — вероятно, из-за нежелания ассоциировать свою власть с кратким правлением Цезаря, закончившимся его убийством. Параллели с Августом особенно ярко проявились в масштабной градостроительной политике Муссолини в Риме и в покровительстве археологическим раскопкам и восстановлению зданий, построенных в том числе и Августом. Впрочем, в публичных выступлениях дуче продолжал часто обращаться к образу Гая Юлия Цезаря. В 1924 году началась реставрация Форума Августа, а к 2000-летию Октавиана в северной части Марсова поля была заложена площадь императора Августа (итал. Piazza[le] Augusto Imperatore). Проект площади, включавшей отреставрированные мавзолей Августа и алтарь мира, а также несколько новых зданий по периметру, разработал известный архитектор Витторио Баллио Морпурго. Хаотичную средневековую застройку на месте будущей площади снесли, хотя оставили три храма. Их сохранение должно было символизировать сосуществование в едином пространстве августовского Рима, папского Рима и нового Рима Муссолини. Мавзолей Августа, который в Средние века использовали как источник строительных материалов, а затем переделали в концертный зал, отреставрировали под руководством Антонио Муньоса. Алтарь мира пострадал ещё сильнее: его барельефы оказались во множестве частных коллекций, а над остатками находился кинотеатр «Олимпия». В результате, алтарь мира был перенесён на новое место, а вокруг него была возведена оболочка для обеспечения сохранности. Баллио Морпурго постарался тщательно вписать внешнюю оболочку алтаря мира и другие новые сооружения в ансамбль площади. В целом, площадь была закончена к 1941, хотя реставрация мавзолея завершилась к 2000-летию Октавиана. Возле мавзолея установили бронзовую табличку с текстом «Деяний божественного Августа», которая изначально находилась там. При этом поблизости была установлена и другая табличка — с описанием деяний самого Муссолини, выполненным в схожем духе. Подражание дуче Августу проявилось не только в строительстве. Как и Октавиан, Муссолини восстанавливал в Риме прежние обелиски и устанавливал новые, вывезенные из завоёванной Эфиопии (между этой победой и завоеваниями Августа проводились параллели).

## Изучение деятельности Октавиана в историографии
В конце XIX — начале XX века основное внимание было приковано к проблеме характера власти Августа. С лёгкой руки Теодора Моммзена в науке закрепился термин «принципат», о сущности которого, однако, шли дискуссии. Ранее принципат считали либо классической монархией, либо монархией с республиканским «фасадом», но немецкий историк указал, что власть Октавиан основывалась на сочетании проконсульских и трибунских полномочий. Приравняв принципат к чрезвычайной магистратуре, Моммзен отметил, что этот режим, в отличие от домината, базировался на праве. Сохранение функционирующего сената Моммзен объяснял в рамках теории «диархии» — двоевластия императора и сената. Точка зрения Теодора Моммзена пользовалась большой популярностью, хотя и породила ряд ответных теорий о характере власти Октавиана. В частности, Эдуард Мейер предложил считать диктатуру Цезаря попыткой установления абсолютной монархии по эллинистическому образцу, а правление Октавиана — идейным продолжением «принципата Помпея», или монархической надстройкой при сохранявшемся республиканском строе. Теоретическое обоснование последней формы правления Мейер связывал с трактатом Цицерона «О государстве». Гульельмо Ферреро выдвинул гипотезу о том, что Октавиан восстановил Республику, но она не смогла функционировать самостоятельно из-за разложения римской знати, что и вынудило Августа концентрировать в своих руках всё больше власти. Э. Гримм предположил, что в отсутствие писаной конституции характер власти императоров мог со временем меняться. По его мнению, Август правил Римом в республиканском духе, но уже Тиберий и Калигула заложили основы настоящей монархии, а окончательно она сформировалась лишь к правлению Адриана. В. Гардтгаузен отошёл от попыток объяснить принципат в рамках юридического дискурса, придя к выводу о фактической абсолютной власти Октавиана. В историографии первой половины XX века акцентировалось особое внимание на опоре императоров на военную силу, из чего делались выводы о типологическом сходстве принципата сначала с европейскими абсолютными монархиями, а затем и с тоталитарными режимами. Историки также предпринимали попытки объяснить характер власти Августа с помощью господства личной «партии» Октавиана и посредством auctoritas — влияния, основанного на моральном превосходстве. Более популярной, однако, стала «конституционная» теория, развитая Мейсоном Хэммондом. С точки зрения американского историка, принципат Августа не противоречил республиканским традициям, что позволяет считать его продолжением Республики.
Рассматривались и иные аспекты деятельности Октавиана. В 1939 году вышла работа Рональда Сайма «Римская революция», в которой автор рассмотрел положение правящей элиты (нобилитета) в правление Октавиана. Британский учёный пришёл к выводу о полном обновлении нобилитета вследствие гражданских войн, проскрипций, ухода нобилей из политики, а также из-за опоры правителя на «новых людей».

## Октавиан в художественных произведениях и массовой культуре

### Октавиан в литературе
- Трагедия Пьера Корнеля «Цинна».
- исторический очерк Александра Дюма «Октавиан Август» в составе цикла «Великие люди в домашнем халате» (1857).
- Роман Алана Масси (англ. Allan Massie) 1986 года «Август» (англ. Augustus) — биография Римского императора.
- Август — персонаж нескольких исторических романов австралийской писательницы Колин Маккалоу: «Женщины Цезаря», «По воле судьбы», «Октябрьский конь» и «Антоний и Клеопатра». Они охватывают период с его рождения до установления принципата в 27 году до н. э. (то есть первые 35 лет его жизни).
- Август появляется на страницах рассказа «Елеазар» за авторством Леонида Андреева. В произведении описана встреча императора с Елеазаром.
- Август был главным персонажем в 30-м выпуске серии комиксов «The Sandman» под названием «August».
- Бюст Августа играл важную роль в серии «Тайна Огненного Глаза» сериала «Альфред Хичкок и Три Сыщика».
- Август служил примером для произнесения речи в книге Курта Воннегута «Дай вам Бог здоровья, мистер Розуотер».
- Джонн Эдвард Вильямс (англ. John Edward Williams) написал роман под названием «Augustus», который выиграл премию «National Book Award» в 1973 г.
- Август — одно из действующих лиц пьесы Уильяма Шекспира «Антоний и Клеопатра» (под именем Октавий).
- Образ Октавиана Августа также описан в псевдобиографическом романе английского писателя Роберта Грейвза «Я, Клавдий».
- Октавиан Август служил прототипом лорда-правителя Земли Медрона Линна в романе Альфреда ван Вогта «Империя Атома».

### Октавиан в кинематографе
- «Антоний и Клеопатра», историческая драма 1908 года — в роли Октавиана Уильям Рэноус.
- «Клеопатра[англ.]» историческая драма 1912 года.
- «Марк Антоний и Клеопатра», историческая драма 1913 года — в роли Октавиана Иньяцио Лупи.
- «Клеопатра», историческая драма 1917 года — в роли Августа Генри Де Вриес.
- «Клеопатра», историческая драма 1934 года — в роли Октавиана Ян Кейт (англ. Ian Keith).
- «Клеопатра», пеплум 1963 года — в роли Октавиана Родди Макдауэлл (англ. Roddy McDowall).
- «Цезари»[англ.] (англ. The Caesars), британская серия фильмов 1968 года — в роли Октавиана Роланд Калвер (англ. Roland Culver).
- «Я, Клавдий» мини-сериал 1976 года — экранизация одноимённого романа Роберта Грейвза и его продолжения «Божественный Клавдий» — в роли Августа Брайан Блессид.
- «Клеопатра», историческая драма 1999 года (по книге Маргарет Джордж «Мемуары Клеопатры») — в роли Октавиана Руперт Грейвс.
- «Римская империя: Август», историческая драма 2003 года, первый телефильм итальянского проекта «Империй» — в роли ОктавианаБеньямин Задлер (в молодости) и Питер О’Тул (в старости).
- «Клеопатра» (2003) — в роли Августа Стив Хупер.
- «Рим», английско-итальянский телесериал (2005—2007) — в роли Октавиана Макс Пиркис[англ.] и Саймон Вудс.
- «Империя»[англ.] (англ. Empire), 6-серийный американский фильм, историческая драма (2005) — в роли Августа Сантьяго Кабрера.
- «Домина» (англ. Domina), английско-итальянский телесериал (2021—2023) — роль Октавиана исполняют Том Глинн-Карни (в юности) и Мэттью Макналти (в зрелости).

### Октавиан в видеоиграх
- Август — один из лидеров Римской цивилизации в пошаговой стратегии Civilization IV (отсутствовал в первом выпуске, но был добавлен в пакете расширения к игре) и в её обновленной версии Civilization IV: Warlords.
- Также Август появляется как лидер Римской цивилизации в продолжении серии, в игре Civilization V.
- В компьютерной игре Total War: Rome II: Emperor Augustus в роли главного персонажа выступает Август, вокруг которого и не без его участия идёт гражданская война за римскую власть.